# São Pedro da Serra
São Pedro da Serra là một đô thị thuộc bang Rio Grande do Sul, Brasil. Đô thị này có diện tích 35,383 km², dân số năm 2007 là 3117 người, mật độ 88,09 người/km².